# Rhinopithecus avunculus
Rhinopithecus avunculus är en art bland däggdjuren som först beskrevs av Guy Dollman 1912. Arten ingår i släktet Rhinopithecus (trubbnäsapor), och familjen markattartade apor. Inga underarter finns listade. Beståndet uppskattas med 250 individer och arten listas som akut hotad av Internationella naturvårdsunionen (IUCN). Det svenska trivialnamnet Tonkintrubbnäsa förekommer för arten.

## Utseende
Denna trubbnäsapa är ganska färgglad. Pälsen på ryggen, extremiteternas utsida och händerna är svart. På buken, vid extremiteternas insida och på armbågsleden är pälsen däremot krämvit. Även ansiktets delar som är täckta med hår är krämvita förutom blåsvarta hår kring munnen. På bröstet har arten en orange fläck. Svansen är täckt med svartbruna hår som har vita spetsar och vid svansens slut är håren helt vita. Hos ungdjur är pälsens mörka delar mera grå och den orange fläcken är ganska otydlig.
Vuxna individer är 51 till 65 cm långa (huvud och bål) och svanslängden är 66 till 92 cm. Hannar är med omkring 14 kg tydlig tyngre än honor som väger cirka 8 kg.

## Utbredning och habitat
Arten lever utanför Kina i norra Vietnam. Den vistas där i bergstrakter med kalksten som ligger 200 till 1200 meter över havet. Regionen är täckt med städsegrön skog.

## Ekologi
Apans beteende är inte bra utrett men den borde ha samma levnadssätt som de andra trubbnäsaporna. Individerna är aktiva på dagen och klättrar främst i växtligheten. Sällan kommer de ner till marken. Rhinopithecus avunculus äter blad, frön, frukter och blommor.